# Monochamus sartor
Espèce
Statut de conservation UICN

 LC  : Préoccupation mineure
Le monochame tailleur (Monochamus sartor) est une espèce de gros insectes coléoptères xylophages longicornes, qui vit dans les forêts de conifères.

## Étymologie
Le nom d'espèce sartor, c'est-à-dire tailleur en langue latine, indique que ses élytres ressemblent à un brocart.

## Description
- taille de 21 à 35 mm

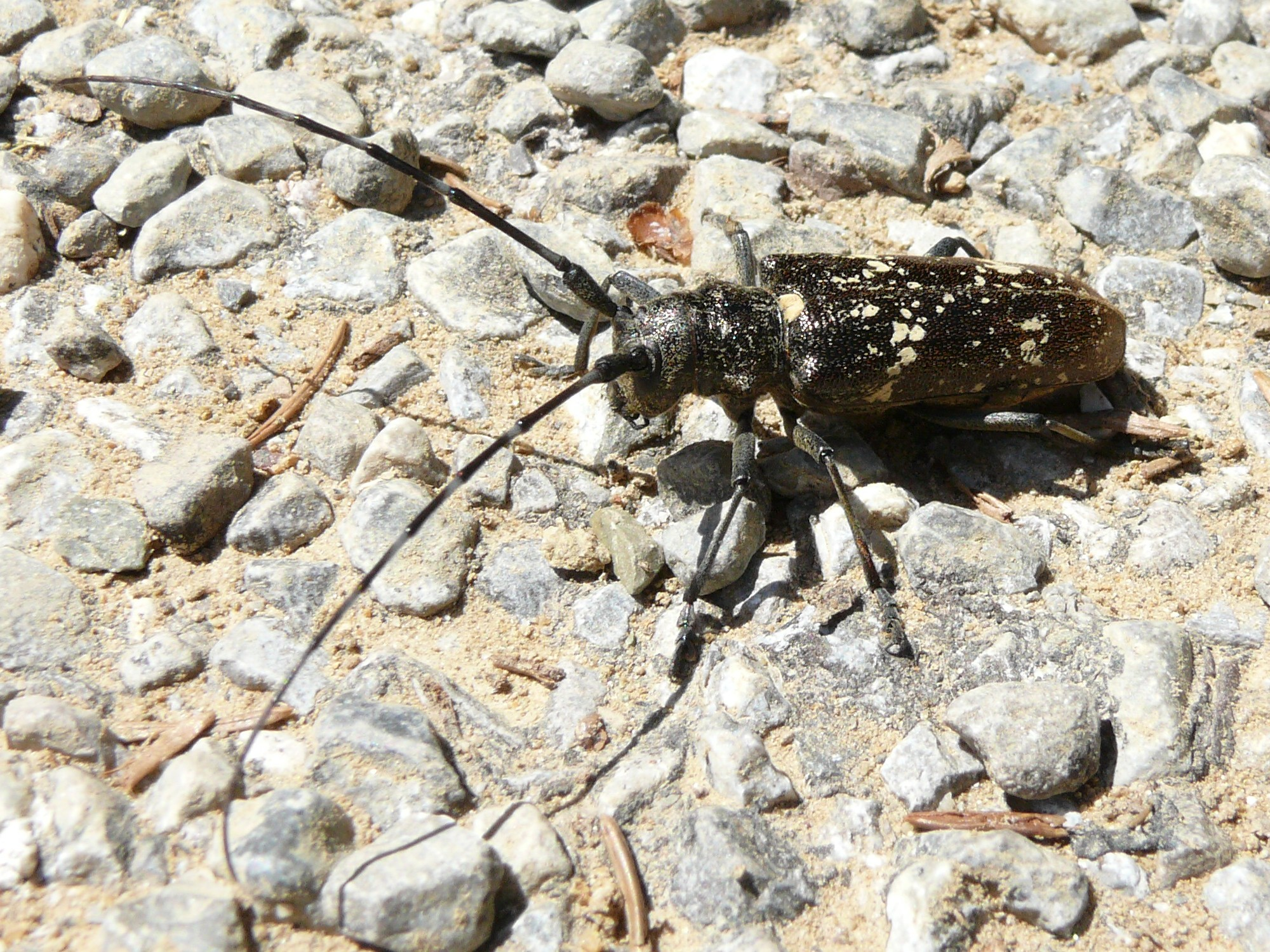
Femelle de Monochamus sartor.

- écusson couvert d'une pubescence blanche uniforme
- dimorphisme sexuel marqué : le mâle est uniformément brun-noir bronzé avec des antennes près de deux fois plus longues, tandis que la femelle est maculée de jaune et a des antennes presque aussi longues que le corps[1].

À ne pas confondre avec d'autres espèces européennes proches :
- Monochamus galloprovincialis (Olivier, 1795), dont ssp. pistor (Germar, 1818),
- Monochamus saltuarius (Gebler, 1830),
- Monochamus sutor (Dejean, 1821)

## Biologie
Les œufs sont pondus sur le bois mort, surtout d'épicéa.

La larve après être sortie de l'œuf creuse une galerie sous l'écorce puis s'enfonce dans le bois qu'elle consomme, jusqu'à 10 cm sous la surface, à l'abri du gel. C'est là qu'elle nymphosera avant d'émerger par un trou bien circulaire, après 12 mois environ.

L'adulte apparaît de juillet à mi-août.

## Statut ou menace
En forte régression et en voie de disparition ou éteint dans de nombreuses régions depuis plusieurs décennies, probablement à cause de la raréfaction des gros bois morts et de la pollution générale de l'environnement par les insecticides (pluies, rosées).

## Régime alimentaire
Cet insecte n'est pas « nuisible », il ne consomme que le bois mort et joue un rôle écologique important en accélérant sa transformation en humus forestier.